# 松茸水晶

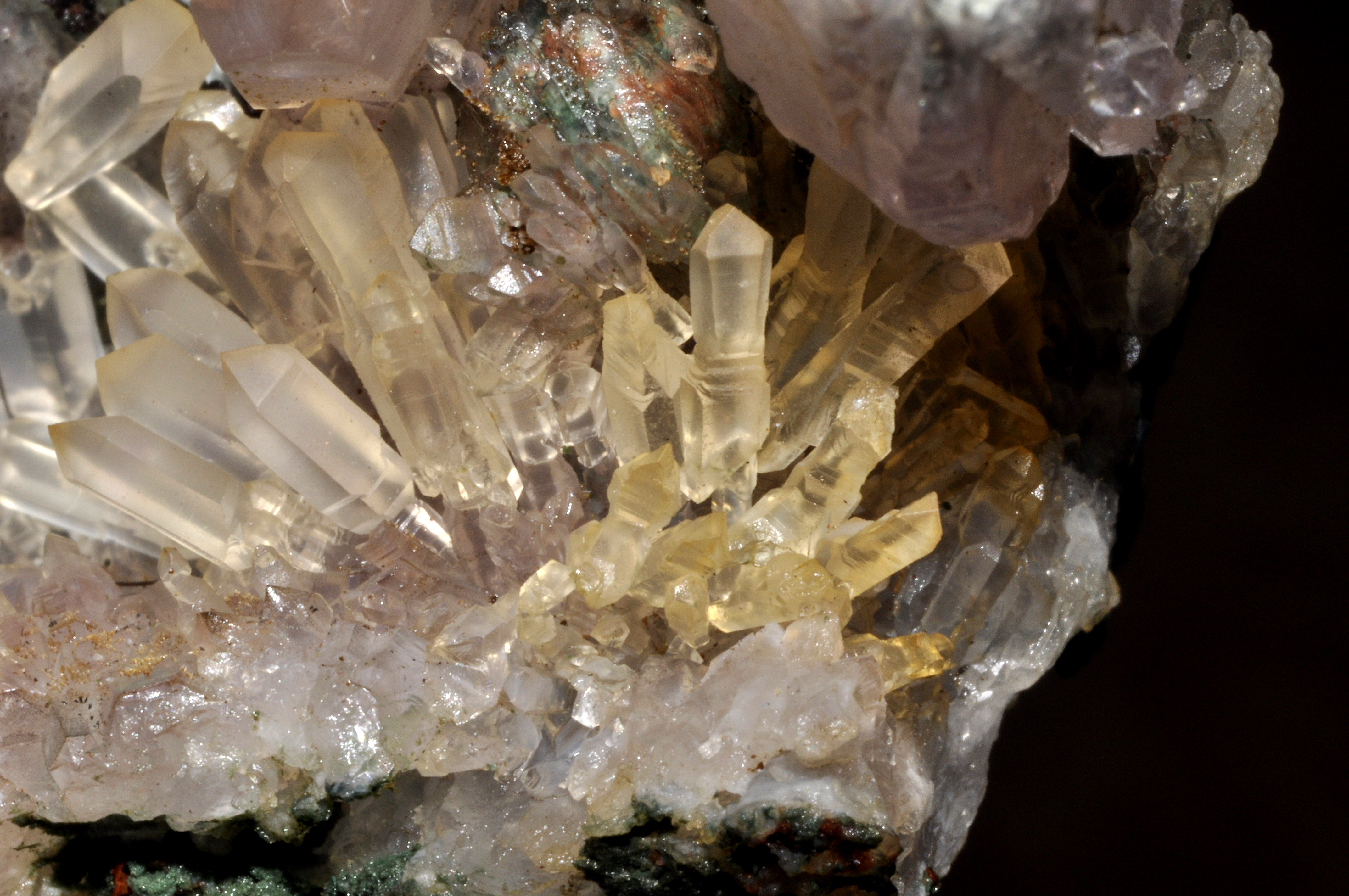
ブラジル産の松茸水晶（中央付近）

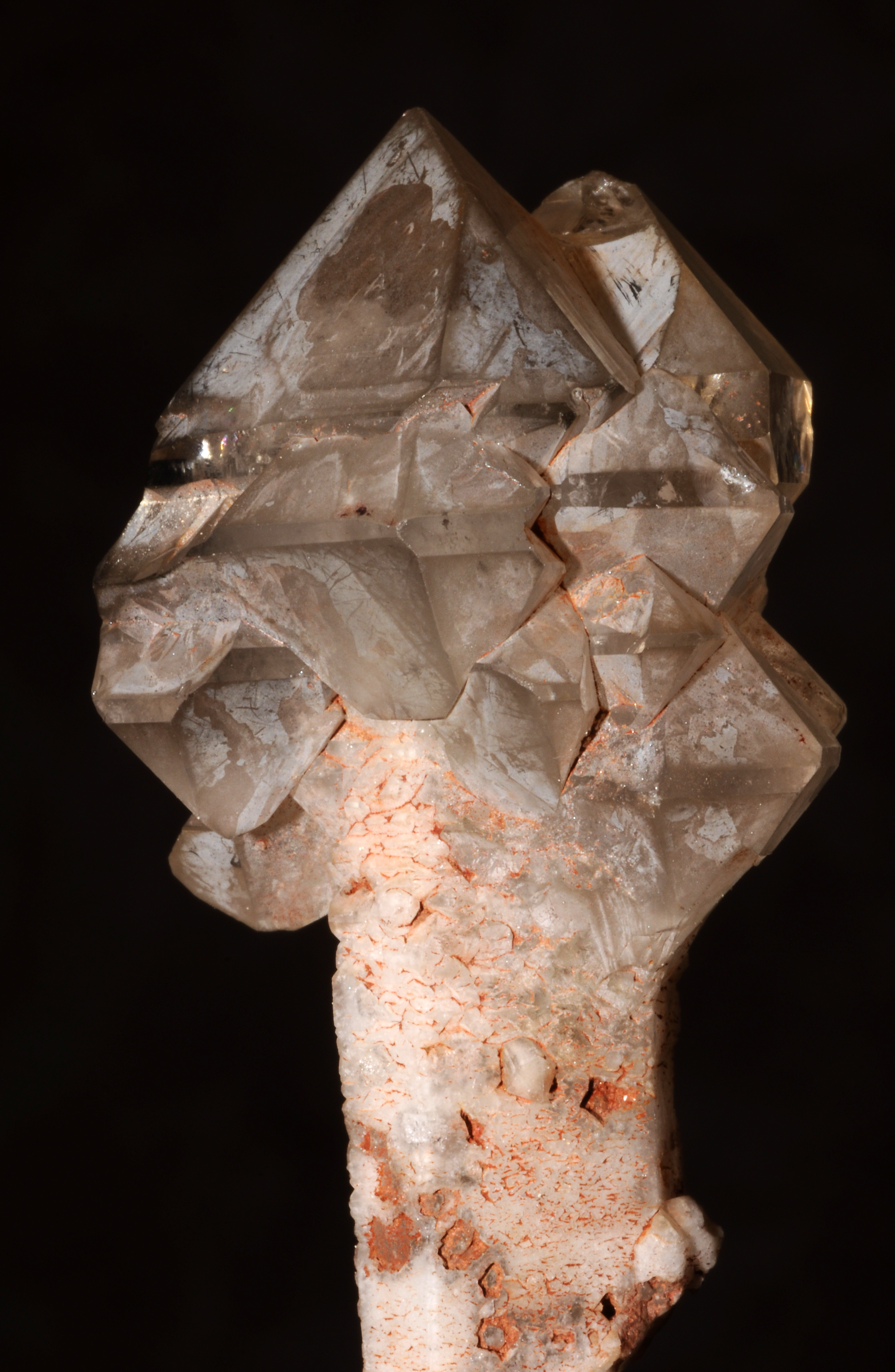
マダガスカル産の松茸水晶

松茸水晶（まつたけすいしょう　英語：scepter quartz)は特殊な水晶の結晶のひとつ。

## 概要
松茸水晶は成長中の水晶の結晶の上にさらに、別の結晶が成長することでできる。水晶の生育条件が途中で変わったためと言われている。紫水晶など有色の水晶に多い。松茸水晶は英語でscepter quartzと言うが、scepterとは杖のことである。